# Ivar Stukolkin
Ivar Stukolkin (* 13. August 1960 in Tallinn) ist ein ehemaliger sowjetischer Schwimmer estnischer Herkunft.
Während seines Studiums in Leningrad startete Stukolkin für Spartak Leningrad, davor und danach für Kalev Tallinn. Am 8. März 1980 stellte er mit der sowjetischen 4-mal-200-Meter-Freistilstaffel, die außer ihm noch aus Sergei Kopljakow, Alexei Filonow und Andrei Krylow bestand, einen neuen Europarekord auf. Bei den Olympischen Sommerspielen 1980 in Moskau gewann er mit der 4-mal-200-Meter-Freistilstaffel die Goldmedaille und stellte dabei erneut einen Europarekord auf. Über 400 m Freistil errang Stukolkin Bronze, über 200 m Freistil schied er als Zweiter seines Vorlaufs aus. Bei den Schwimmweltmeisterschaften 1982 gehörte er der sowjetischen 4-mal-200-Meter-Freistilstaffel an, die Silber holte. Bei den Schwimmeuropameisterschaften 1983 belegte er mit der 4-mal-200-Meter-Freistilstaffel den fünften Rang.